# 千廝門水上機場
千廝門水上機場是重慶市的一個機場，位於千廝門附近水面。

## 历史
修建於民國20年(1931年)左右，在珊瑚壩機場修建之前，漢渝航線使用的水上飛機曾使用千廝門附近水面機場。